# The Man Who Came to Be Dinner
The Man Who Came to Be Dinner (El Hombre que vino para ser la cena en Hispanoamérica y El hombre que vino a ser la cena en España), es un episodio perteneciente a la vigesimosexta temporada de la serie animada Los Simpson, emitido originalmente el 4 de enero de 2015 en EE. UU.. El episodio fue escrito por Al Jean y David Mirkin, y dirigido por David Silverman.  

## Sinopsis
Los Simpson van a Diz-Ney-Land. Después de un largo viaje, no les gustan a todos los terribles juegos que visitan, y deciden ir a «Viaje a la Muerte», un juego recientemente inaugurado, que no estaba en el mapa. Consiguen entrar, y se transforma inmediatamente en una nave espacial. Al principio, la familia es escéptica, pero una aparición en la pantalla, Kang y Kodos (para la sorpresa de Homer quien los reprocha de que no están en Halloween), les dicen que están viajando a Rigel 7. En el planeta, Kang y Kodos los muestran alrededor de una jaula gigante de mascota, y los Simpson se dan cuenta de que son prisioneros. Luego los toman para exposiciones y demostraciones en un zoológico, y después de un tiempo, se les informa que deben elegir uno de ellos para cenar en un ritual. Todo el mundo vota por Homer; incluso cambia su voto de Bart a sí mismo después de escuchar los otros votos.  
Después, podemos ver a Homer caminando en lo que parece ser un tocino, que se lo come; pero él consigue ser rescatado por algunos Rigelianos de aspecto hippies que creen que el consumo de otras especies inteligentes está mal. Después de un partido excesivo, se pone en otra nave espacial, sólo para uno, que también satisface todos los deseos, pero Homer piensa que no podría disfrutar de ella sin su familia y se remonta al rescate de ellos. Los Rigelianos, mientras tanto, han decidido comer el resto de la familia, y están en vidriosas placas gigantes con algunas lechugas y tomates. Cuando Homer se ofrece para ser comido en cambio, él se puso en un plato similar y molesta el cocinero comiendo el esmalte y afirmando que no hay nada. La reina Rigelian luego come previamente fuera de cámara la nalga cortada de Homer y se envenena por la vida de comida rápida que todos los Simpson tenían; incluso Lisa es la más contaminada de todos ellos. La reina muere, y los Simpson son enviadas a casa, en una nave espacial que se ve como el interior de la nave USS Enterprise. Establecen curso a la Tierra, pero después de una llamada del Abuelo Simpson, la familia decide ir a cualquier otro lugar que no sea su hogar. Entonces, los créditos pasan sobre un montaje de varias imágenes de la serie de televisión Star Trek y escenas de la franquicia cinematográfica.

## Producción
El episodio fue originalmente programado para el ser lanzado al aire el 19 de mayo de 2013 como el final de la vigesimocuarta temporada, pero fue reemplazado por Dangers on a Train. Como resultado, el código de producción es mucho mayor que el resto de la temporada 26.

## Recepción

### Crítica
Dennis Perkins de The A.V. Club fue muy crítico con el episodio dándole una D+ y diciendo: 

«Sería mucho más fácil hacer caso a los que dicen que Los Simpson todavía tiene valor si la gente detrás del espectáculo pudiera dar una maldita señal. Pero un episodio como "The Man Who Came to Be Dinner" es un producto de tal chapucera, y desprecio, que sirve como una señal desalentadora a Los Simpson ya que apresura la irrelevancia de la serie».

También criticó la forma en que el episodio repitió la escena en la que Homer se come patatas fritas en gravedad cero en el episodio de la temporada 5, Deep Space Homer. Perkins comparó el final del episodio en la que todo vuelve a la normalidad a las polémicas con el episodio de temporada 9, «The Principal and the Pauper», y dijo que «Los Simpson han cumplido The Great Gazoo».

### Audiencia
El episodio recibió una audiencia de 10,62 millones de televidentes, por lo que fue el segundo programa más visto de Fox esa noche después de un partido en vivo de la NFL.